# Teorema de Mermin-Wagner
En teoría cuántica de campos y mecánica estadística, el teorema de Mermin-Wagner o teorema de Hohenberg–Mermin–Wagner establece que las simetrías continuas no pueden ser rotas espontáneamente a temperatura finita en sistemas con interacciones de corto alcance en dimensiones {\displaystyle d\leqslant 2}. Esto es porque si ocurriera tal ruptura de simetría espontánea, entonces los bosones de Goldstone tendrían una función de correlación con una divergencia infrarroja.
La ausencia de ruptura instantánea en sistemas con {\displaystyle d\leqslant 2} fue probado por Pierre Hohenberg, N. David Mermin and Herbert Wagner en física estadística. Este teorema no se puede aplicar con simetrías discretas lo cual puede verse en el modelo de Ising en dos dimensiones.

## Introducción
Considere el campo escalar libre {\displaystyle \phi } de masa m en dos dimensiones euclidianas. Su propagador es:
{\displaystyle G(x)=\left\langle \phi (x)\phi (0)\right\rangle =\int {d^{2}k \over (2\pi )^{2}}{e^{ik\cdot x} \over k^{2}+m^{2}}}
Para m pequeña, G es una solución de la ecuación de Laplace:
{\displaystyle \nabla ^{2}G=\delta (x)}
Esto es porque el propagador es el recíproco de {\displaystyle \scriptstyle \nabla ^{2}} en el espacio k. Al usar la ley de Gauss, se define el campo análogo como {\displaystyle \scriptstyle E=\nabla G}. La divergencia del campo eléctrico es cero. En dos dimensiones, usando un anillo Gaussiano más grande:
{\displaystyle E={1 \over 2\pi r}}
Tal que la función G tiene una divergencia logarítmica para r grande y pequeño.
{\displaystyle G(r)={1 \over 2\pi }\log(r)}
La interpretación de la divergencia es que las fluctuaciones del campo no pueden estar centradas alrededor de la media. Si se inicia en un punto donde el campo tiene valor 1, la divergencia nos dice que se está yendo lejos, el campo está arbitrariamente lejos del valor de inicio. Esto hace un campo escalar sin masa en dos dimensiones un poco más difícil de definir matemáticamente. 
Esto pasa también en una dimensión, cuando el campo es escalar en una dimensión, sigue un camino azaroso en el tiempo. Un camino azaroso también se mueve arbitrariamente lejos de su punto de inicio, tal que un escalar en una o dos dimensiones no tiene un valor promedio bien definido.
Si el campo es un ángulo, {\displaystyle \theta }, como pasa en el modelo del sombrero Mexicano donde el campo complejo {\displaystyle A=Re^{i\theta }} tiene un valor de expectación que es libre de caer en la dirección {\displaystyle \theta }, el ángulo {\displaystyle \theta } será azaroso a distancias grandes. Este es el teorema de Mermin-Wagner: No hay ruptura instantánea de una simetría continua en dos dimensiones.

## Transición de Kosterlitz–Thouless
Main article: Transición de Kosterlitz–Thouless
Otro ejemplo es el del modelo XY. El teorema de Mermin–Wagner previene cualquier ruptura de simetría instantánea de los modelos con simetría U(1). Sin embargo, no previene la existencia de cualquier transición de fase. De hecho el modelo tiene dos fases: una fase desordenada convencional a alta temperatura, y una a baja temperatura con orden de pseudo largo alcance.

## Modelo de Heisenberg
Consideremos el modelo de Heisenberg en d dimensiones, esto es, un sistema de spines con n componentes {\displaystyle {\mathbf {S} }_{i}} de longitud unitaria {\displaystyle |{\mathbf {S} }_{i}|=1}, localizado en el sitio de una red cuadrada d dimensional, con acoplamiento cercano J. Así, el Hamiltoniano es
{\displaystyle {H=-J\sum \limits _{\left\langle {i,j}\right\rangle }{{\mathbf {S} }_{i}\cdot {\mathbf {S} }_{j}}}}
El nombre de este modelo viene de su simetría rotacional. Consideremos el comportamiento a temperatura baja de este sistema y asumamos que existe un rompimiento instantáneo, esto es, una fase donde todos los spines apuntan en la misma dirección, a lo largo del eje x. Entonces la simetría rotacional {\displaystyle O(n)} del sistema se rompe instantáneamente, o se reduce a la simetría {\displaystyle O(n-1)} bajo rotaciones alrededor de esta dirección. Podemos parametrizar el campo en términos de fluctuaciones independientes {\displaystyle \sigma _{\alpha }} alrededor de esta dirección como sigue
{\displaystyle {\mathbf {S} }=\left({{\sqrt {1-\sum \limits _{\alpha }{\sigma _{\alpha }^{2}}}},\{\sigma _{\alpha }\}}\right),\,\,\,\alpha =1,2,\dots ,n-1}
con {\displaystyle |\sigma _{\alpha }|\ll 1} 
y expandimos en serie de Taylor el Hamiltonano resultante. Tenemos
{\displaystyle {\mathbf {S} }_{i}\cdot {\mathbf {S} }_{j}={\sqrt {\left({1-\sum \limits _{\alpha }{\sigma _{i\alpha }^{2}}}\right)\left({1-\sum \limits _{\alpha }{\sigma _{j\alpha }^{2}}}\right)}}+\sum \limits _{\alpha }{\sigma _{i\alpha }\sigma _{j\alpha }}=1-{\tfrac {1}{2}}\sum \limits _{\alpha }\left({{\sigma _{i\alpha }^{2}}+{\sigma _{j\alpha }^{2}}}\right)+\sum \limits _{\alpha }{\sigma _{i\alpha }\sigma _{j\alpha }}+{\mathcal {O}}(\sigma ^{4})=1-{\tfrac {1}{2}}{\sum \limits _{\alpha }{(\sigma _{i\alpha }}-\sigma _{j\alpha })^{2}}+\ldots }
donde
{\displaystyle H=H_{0}+{\tfrac {1}{2}}J\sum \limits _{\left\langle {i,j}\right\rangle }{\sum \limits _{\alpha }{(\sigma _{i\alpha }}-\sigma _{j\alpha })^{2}}+\ldots }
Ignorando la constante irrelevante {\displaystyle H_{0}=-JNd} y pasando al límite continuo, dado que estamos interesados en la fase a baja temperatura donde las fluctuaciones onda larga dominan, tenemos
{\displaystyle H={\tfrac {1}{2}}J\int {d^{d}x\sum \limits _{\alpha }{(\nabla \sigma _{\alpha })^{2}}}+\ldots }
Las fluctuaciones del campo {\displaystyle \sigma _{\alpha }} son llamadas ondas de spin y pueden reconocerse como bosones de Goldstone. Además ellos son n-1 en número y tienen masa cero ya que no hay término de masa en el Hamiltoniano.
Para saber si esta fase hipotética existe necesitamos verificar si nuestras asunciones son autoconsistentes, esto es si el valor de expectación de la magnetización, calculado en este marco, es finito como se asumió. Para este fin necesitamos calcular la corrección a primer orden de la magnetización debido a las fluctuaciones. Este es el procedimiento seguido en la derivación del criterio de Ginzburg. 
El modelo es Gaussiano a primer orden y la función de correlación del espacio de momento es proporcional a {\displaystyle 1/k^{2}}. Así la función de correlación del espacio real para cada uno de estos modelos es
{\displaystyle \left\langle {\sigma _{\alpha }(r)\sigma _{\alpha }(0)}\right\rangle ={\frac {1}{\beta J}}\int \limits _{}^{1/a}{{\frac {d^{d}k}{(2\pi )^{d}}}{\frac {e^{i{\mathbf {k} }\cdot {\mathbf {r} }}}{k^{2}}}}}
donde a es el espaciamiento de la red. La magnetización promedio es {\displaystyle \left\langle {S_{1}}\right\rangle =1-{\tfrac {1}{2}}\sum \limits _{\alpha }\left\langle {\sigma \alpha ^{2}}\right\rangle +\ldots } 
y la corrección a primer orden puede calculare fácilmente 
{\displaystyle \sum \limits _{\alpha }\left\langle {\sigma \alpha ^{2}(0)}\right\rangle =(n-1){\frac {1}{\beta J}}\int \limits _{}^{1/a}{{\frac {d^{d}k}{(2\pi )^{d}}}{\frac {1}{k^{2}}}}}
La integral anterior es proporcional a 
{\displaystyle \int \limits _{}^{1/a}k^{d-3}dk}
y es finita para d>2, pero es logarítmicamente divergente para {\displaystyle d\leqslant 2}. Sin embargo, esto es un artificio para la aproximación lineal. En un tratamiento más cuidadoso, la magnetización promedio es cero. 
Concluímos que para {\displaystyle d\leqslant 2} nuestra suposición de que existe una fase de la magnetización instantánea es incorrecta para todo T>0, porque las fluctuaciones son suficientemente fuertes para destruir la ruptura de simetría instantánea. Este es el resultado general llamado teorema de Mermin–Wagner–Hohenberg:
No hay fase con ruptura instantánea de simetría continua para T>0, en {\displaystyle d\leqslant 2} dimensiones.
El resultado también puede extenderse a otras geometrías, como a las películas de Heisenberg con número arbitrario de capas, así como a otros sistemas de redes (modelo de Hubbard, modelo s-f). (Ver ref. [4])

## Generalizaciones
Resultados mucho más fuertes que la ausencia de magnetización pueden ser probados, y la situación puede ser más general. En particular:
1. El Hamiltoniano puede ser invariante bajo la acción de un grupo de Lie arbitrario G compacto y conexo.
2. Interacciones de largo alcance pueden permitirse (si decaen suficientemente rápido).
En esta situación general, el teorema de Mermin–Wagner theorem admite la siguiente forma fuerte: Todos los estados de Gibbs (en un volumen infinito) asociados a este Hamiltoniano son invariantes bajo la acción de G.
Cuando se quita la suposición de que los grupos de Lie sean compactos, se tiene un resultado similar pero con la conclusión de que el volumen infinito de los estados de Gibbs no existe.
Finalmente, hay otras aplicaciones importantes de estas ideas y métodos, más notable es la prueba de que no pueden existir estados de Gibbs invariantes no traslacionales en sistemas de dos dimensiones. Un ejemplo típico es el de la ausencia de estados cristalinos en un sistema de discos duros (con posibles interacciones de atracción adicionales).
Se ha probado que las interacciones del tipo núcleo duro pueden llevar en general a violaciones del teorema de Mermin–Wagner.